# Palazzo Gabrielli-Mignanelli

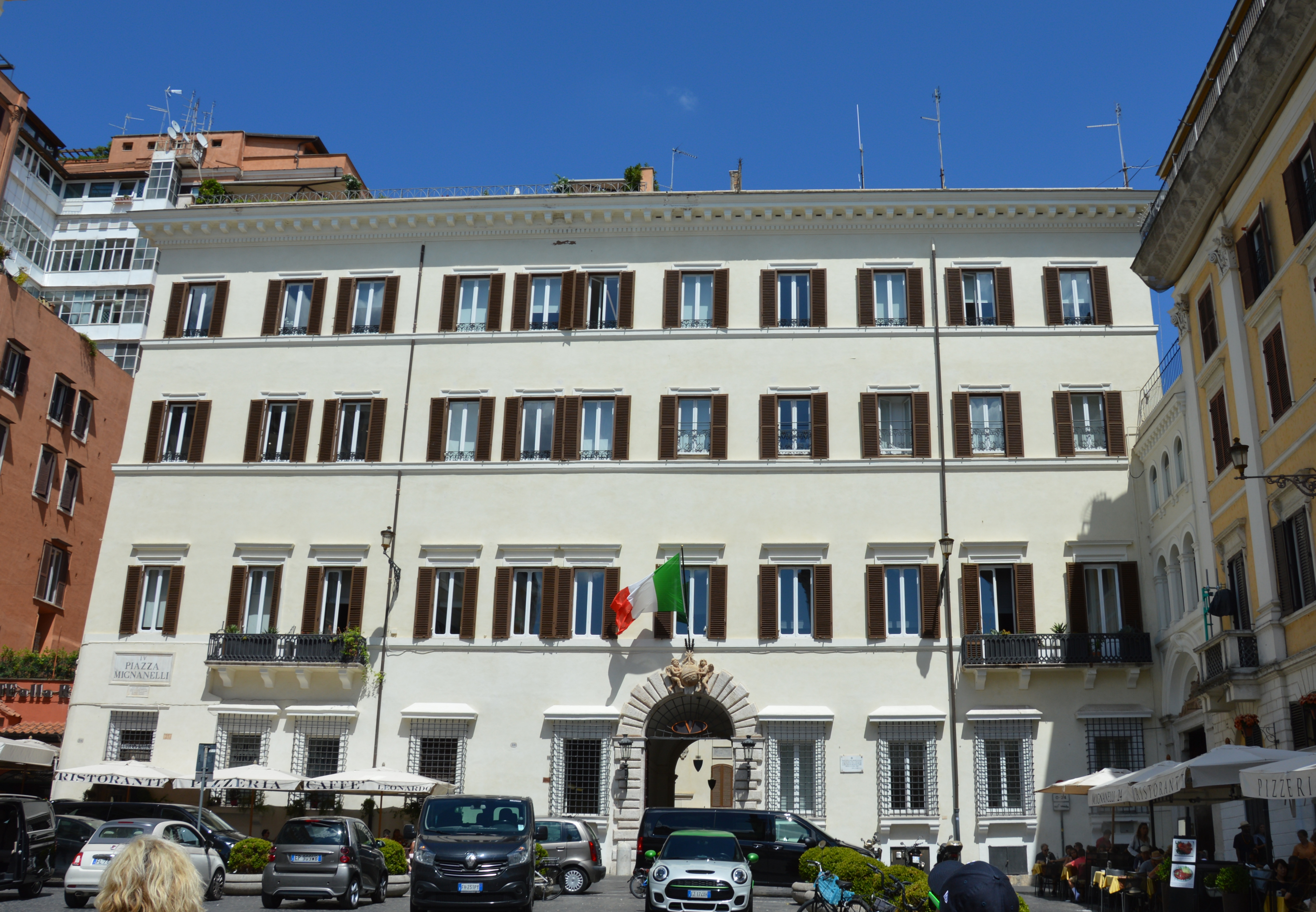
Palazzo Gabrielli-Mignanelli, 2018

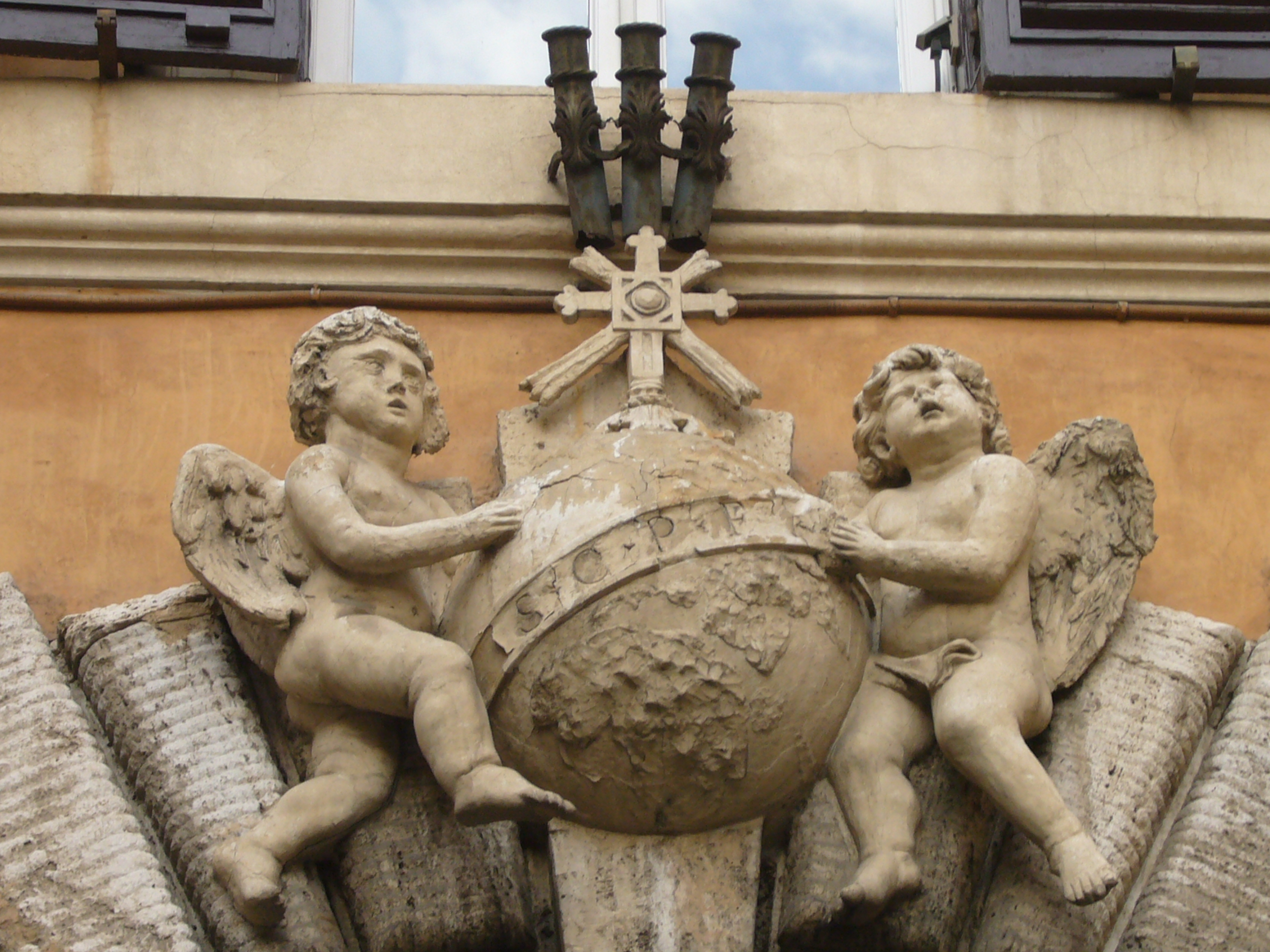
Weltkugel haltende Engel mit der Inschrift SCPF oberhalb des Portals, 2007

Der Palazzo Gabrielli-Mignanelli ist ein Palazzo in der italienischen Hauptstadt Rom. Im Haus befindet sich heute die Zentrale des Modeunternehmens Valentino.

## Lage
Er befindet sich in der Innenstadt Roms im Rione Campo Marzio auf der Ostseite des Piazza Mignanelli an der Adresse Piazza Mignanelli 16–25.

## Architektur und Geschichte
Der für den Platz namengebende Palazzo wurde Ende des 16. Jahrhunderts vom Architekten Moschetti für die Familie Gabrielli als zunächst zweigeschossiger Bau errichtet. An dieser Stelle befanden sich in vorherigen Zeiten die ab 63 bestehenden antiken Horti Luculliani. 1615 ging das Gebäude nach der Heirat von Maria Gabrielli und Giovanni Mignanelli an die Familie Mignanelli. Von 1834 bis 1865 war das Haus an die Banca Romana vermietet. Ab 1870 wurde der Bau vom Architekten Andrea Busiri Vici erweitert. Finanziert wurde die Erweiterung durch den neuen Eigentümer die Sacra Congregazione della Propaganda Fide (SCPF). Die Kongregation richtete im Haus eine Schule sowie eine Druckerei ein.
Heute dient das Gebäude als Zentrale des Modeunternehmens Valentino. Der Unternehmer Valentino Garavani hat hier auch private Wohnräumlichkeiten.